# Dolní Záhoří (Záhoří)
Dolní Záhoří je vesnice, část obce Záhoří v okrese Písek v Jihočeském kraji. Nachází se asi půl kilometru severně od Záhoří. Je zde evidováno 52 adres. V roce 2011 zde trvale žilo 123 obyvatel.
Dolní Záhoří leží v katastrálním území Horní Záhoří u Písku o výměře 3,99 km².

## Historie
První písemná zmínka o vesnici pochází z roku 1307.

## Obyvatelstvo
| Rok            | 1869 | 1880 | 1890 | 1900 | 1910 | 1921 | 1930 | 1950 | 1961 | 1970 | 1980 | 1991 | 2001 | 2011 | 2021 |
| -------------- | ---- | ---- | ---- | ---- | ---- | ---- | ---- | ---- | ---- | ---- | ---- | ---- | ---- | ---- | ---- |
| Počet obyvatel | 256  | 239  | 249  | 286  | 256  | 221  | 209  | 161  | 151  | 160  | 113  | 95   | 81   | 123  | 101  |
| Počet domů     | 27   | 28   | 32   | 32   | 33   | 35   | 40   | 42   | 42   | 45   | 39   | 36   | 44   | 50   | 47   |

## Obecní správa
Při sčítání lidu v letech 1850–1879 Dolní Záhoří bylo osadou obce Záhoří v okrese Písek. V letech 1880–1959 bylo osadou obce Horní Záhoří v okrese Písek. Od roku 1960 je opět částí obce Záhoří v okrese Písek.

## Pamětihodnosti
- Kaple z roku 1884 je zasvěcená svatému Janu Nepomuckému se nachází na návsi ve vesnici.[10]

## Galerie

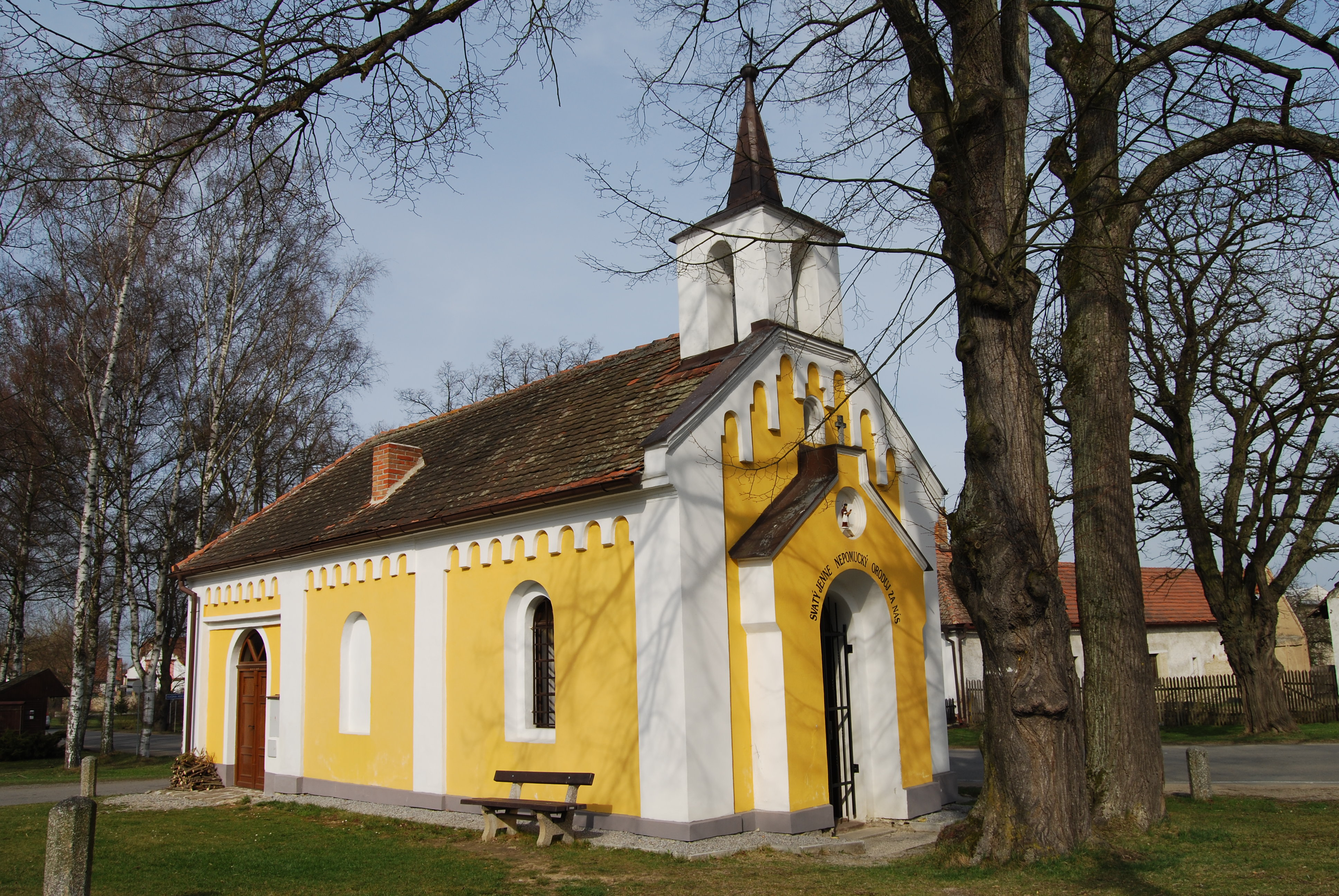
Kaple svatého Jana Nepomuckého
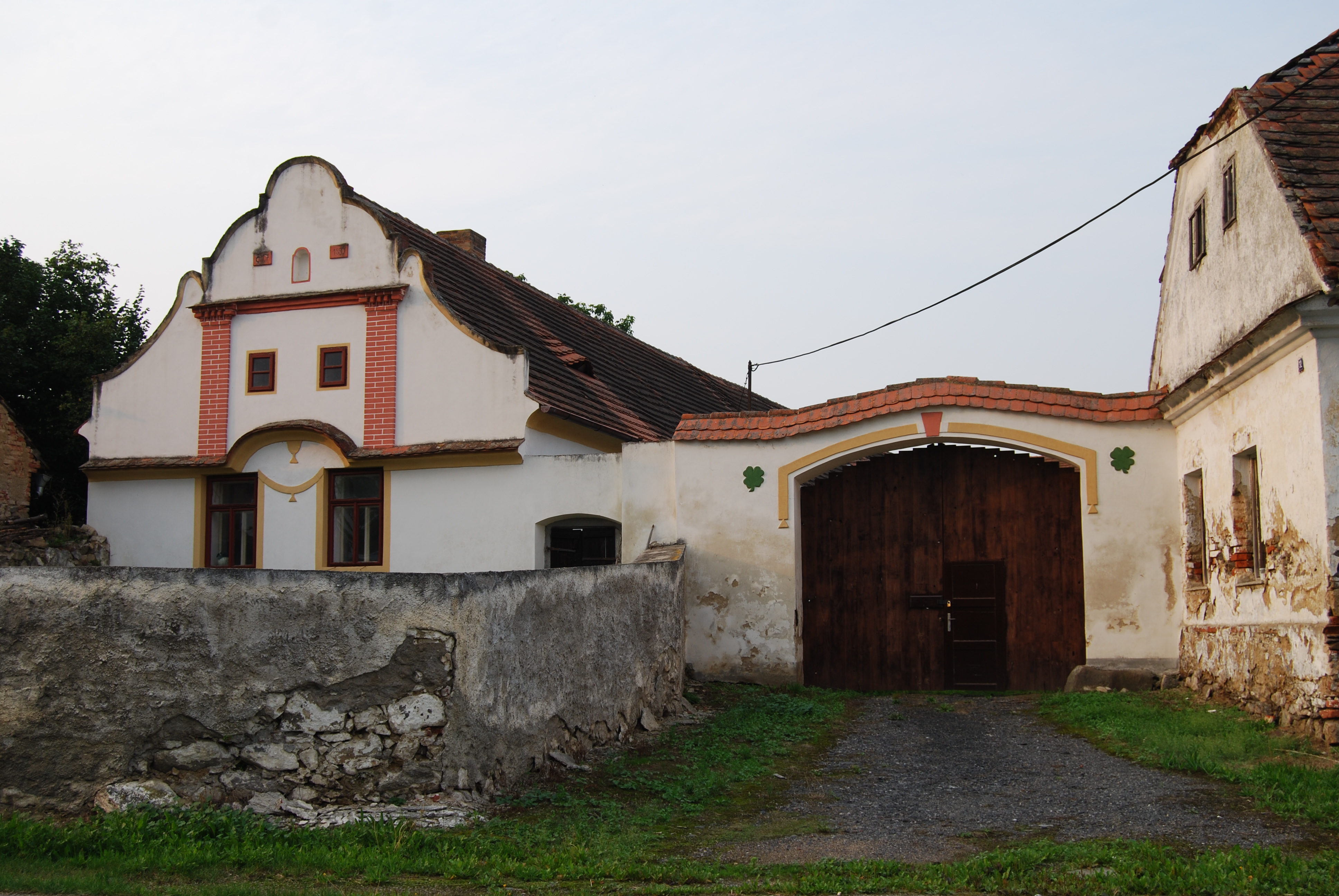
Usedlost ve vsi
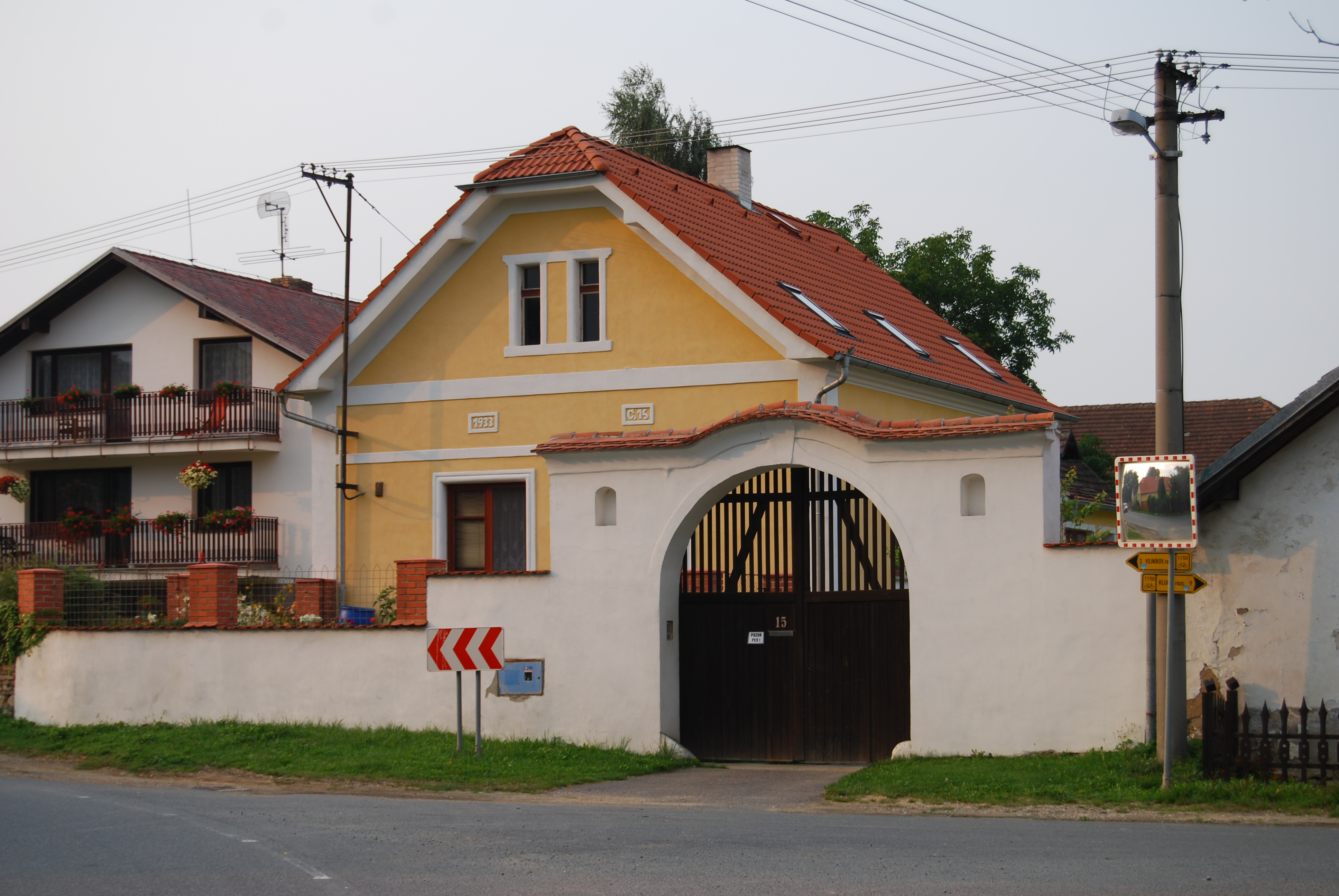
Usedlost ve vsi